# Apteronotus rostratus
Apteronotus rostratus és una espècie de peix pertanyent a la família dels apteronòtids.

## Descripció
- Pot arribar a fer 27,2 cm de llargària màxima.
- 7-10 radis a l'aleta anal.[3][4]

## Hàbitat
És un peix d'aigua dolça, bentopelàgic i de clima tropical.

## Distribució geogràfica
Es troba a Panamà, Colòmbia i Veneçuela.

## Observacions
És inofensiu per als humans.